# Dicerca obscura
Dicerca obscura är en skalbaggsart som först beskrevs av Fabricius 1781. Dicerca obscura ingår i släktet Dicerca och familjen praktbaggar. Inga underarter finns listade i Catalogue of Life.